# 曼吉勒

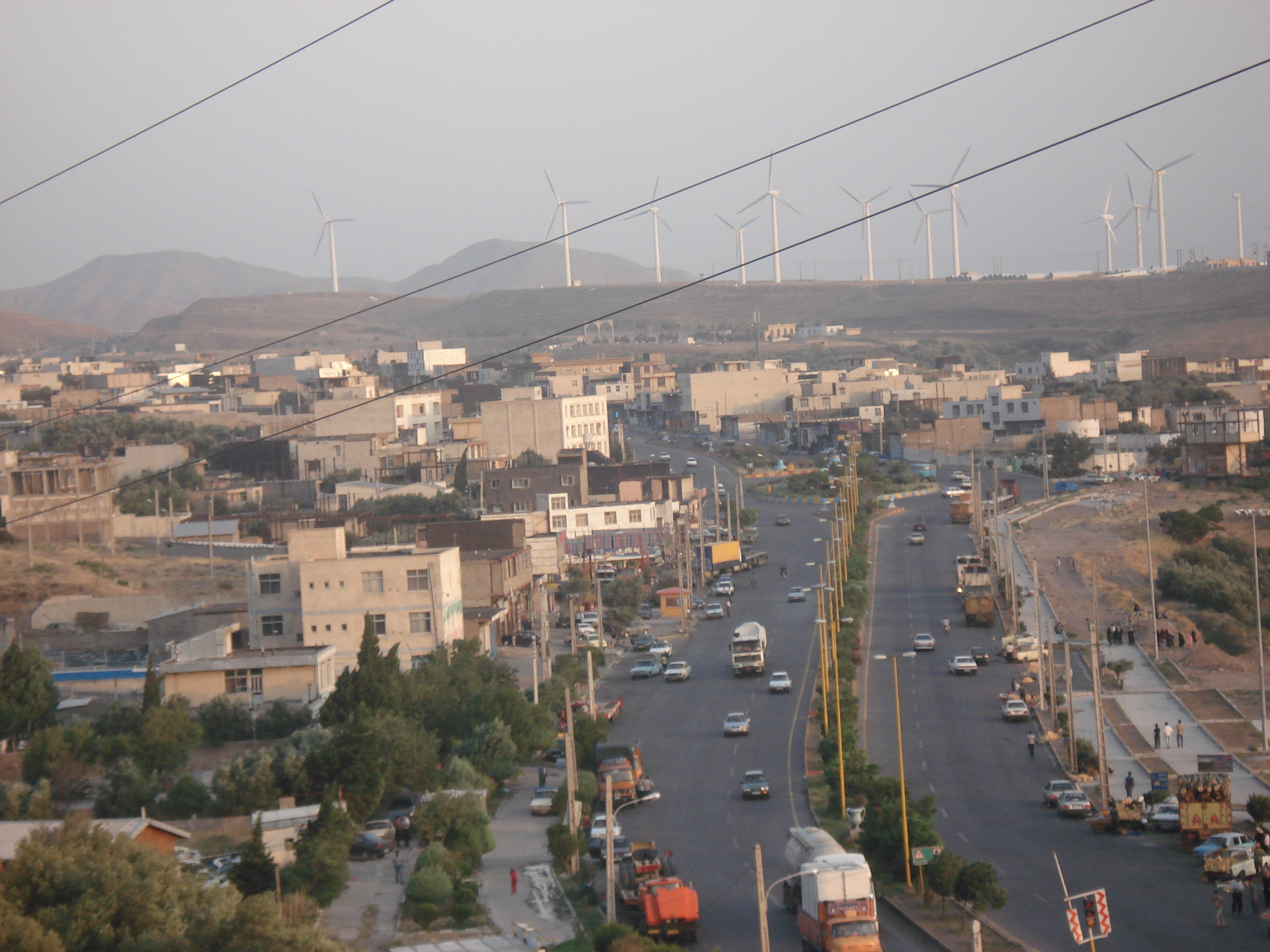

曼吉勒是伊朗的城市，位於該國北部裡海南岸附近，由吉蘭省負責管轄，距離加茲溫101公里，海拔高度381米，該市在1990年的地震中受到嚴重破壞，2006年人口16,028。

## 外部連結
- General Dunsterville's diary - Great War Primary Documents Archive （页面存档备份，存于）